# Lloro capgroc
El lloro capgroc  (Pyrilia pyrilia) és una espècie d'ocell de la família dels psitàcids que habita el bosc i la selva humida del nord-oest de Veneçuela, nord de Colòmbia i zona limítrofa de Panamà.